# Anthony Cox (Musiker)
Anthony Cox (* 24. Oktober 1954 in Ardmore/Oklahoma) ist ein US-amerikanischer Jazz-Bassist.
Cox wuchs in Minneapolis auf und studierte Musik an der University of Wisconsin. Danach war er in Minneapolis Schüler des Ersten Bassisten des Minnesota Orchestra, James Clute. 1981 ging er nach New York, wo er bald mit Musikern wie Sam Rivers, Elvin Jones, Henry Threadgill, David Murray und Craig Harris, später auch mit Geri Allen (The Printmakers, 1984), Stan Getz, John Scofield, Kenny Burrell, Dewey Redman, Ron Miles (Laughing Barrel, 2003) und Arthur Blythe arbeitete. Er war Mitglied der Bands von Anthony Davis, James Newton, Günther Wehinger und Marty Ehrlich.
Neben zahlreichen Aufnahmen als Sideman spielte er seit den 1990er Jahren auch mehrere Alben als Bandleader ein.

## Diskographie
- Dark Metals mit Michael Cain, Billy Higgins, Dewey Redman, 1991
- Factor of Faces, 1996
- That & This, 2002